# 翊坤宮

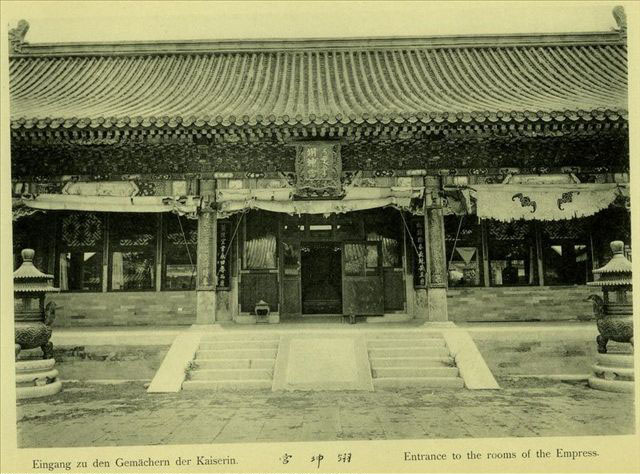
1900年至1903年间的翊坤宮

翊坤宮（穆麟德轉寫：i kun gung），為紫禁城內廷西六宮之一，位於西六宮區東部中间。

## 历史

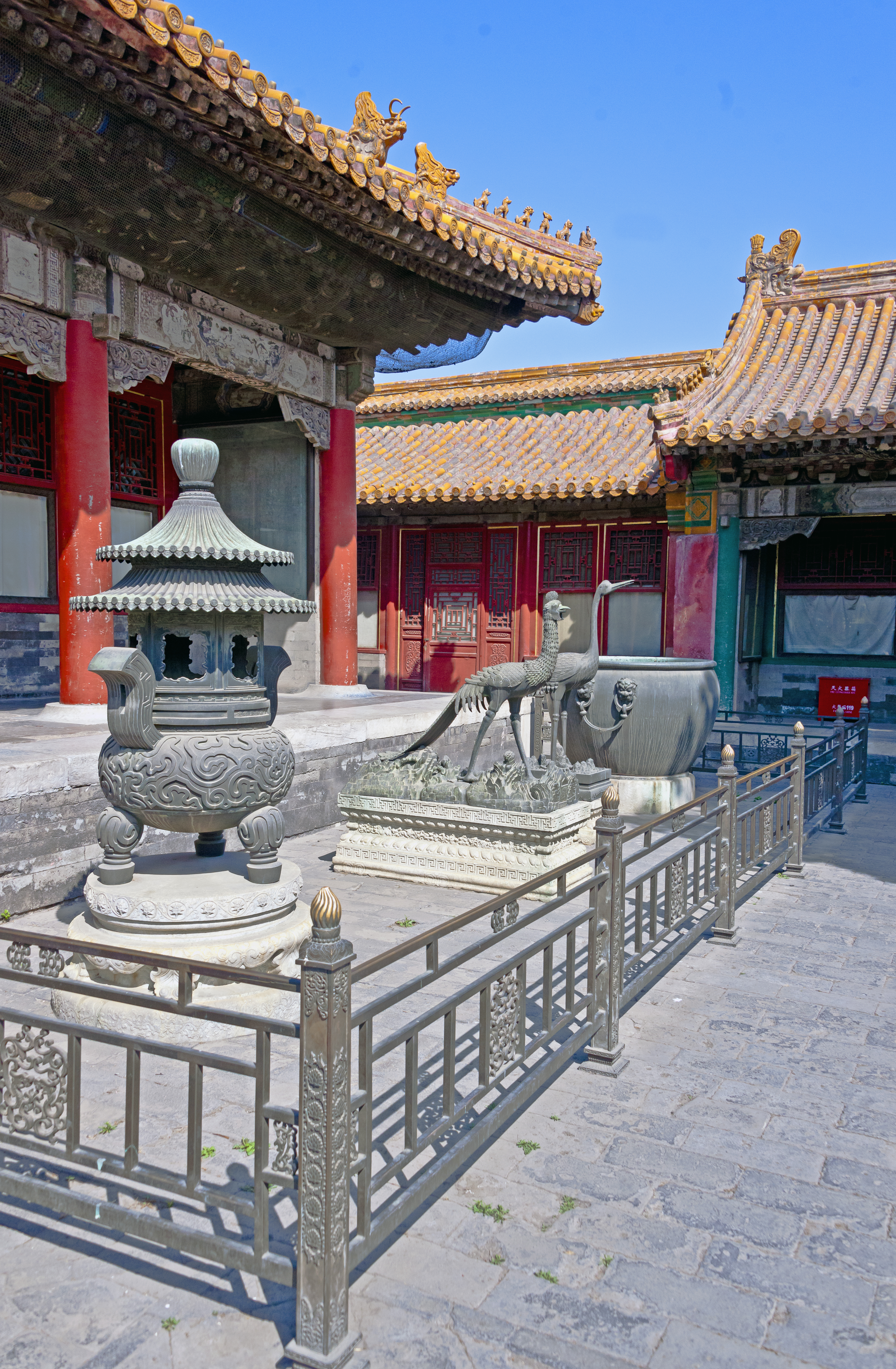
翊坤宮（圖左）前東側的铜炉、铜凤、铜鹤、铜缸

翊坤宫是紫禁城内廷西六宫之一，明清时期是妃嫔居所。明朝永樂十八年（1420年）建成，初称“万安宫”。明朝嘉靖十四年（1535年）更名为“翊坤宫”。清朝沿袭明朝旧称，并曾多次修缮。原来翊坤宫为二进院，清朝晚期将翊坤宫后殿拆除改建成穿堂殿“体和殿”，东西耳房各改一间作为通道，使翊坤宫和储秀宫相连，形成了南北四进院。
光绪十年（1884年）慈禧太后五十寿辰时移居储秀宫，曾在体和殿接受朝贺。光绪帝选妃也在体和殿举行。
翊坤宫正殿前廊檐下挂有“翊坤宫”陡匾。乾隆六年（1741年），乾隆帝命依照永寿宫陡匾的式样，制作十一面匾额，并亲自题写，分别挂在东六宫、西六宫除永寿宫之外的其他十一宫的正殿。乾隆帝还下谕旨：“自挂之后，至千万年，不可擅动，即或妃嫔移住别宫，亦不可带往更换。”
如今，翊坤宫为宫廷生活原状陈列。

## 建筑
翊坤宫的主要建筑有：

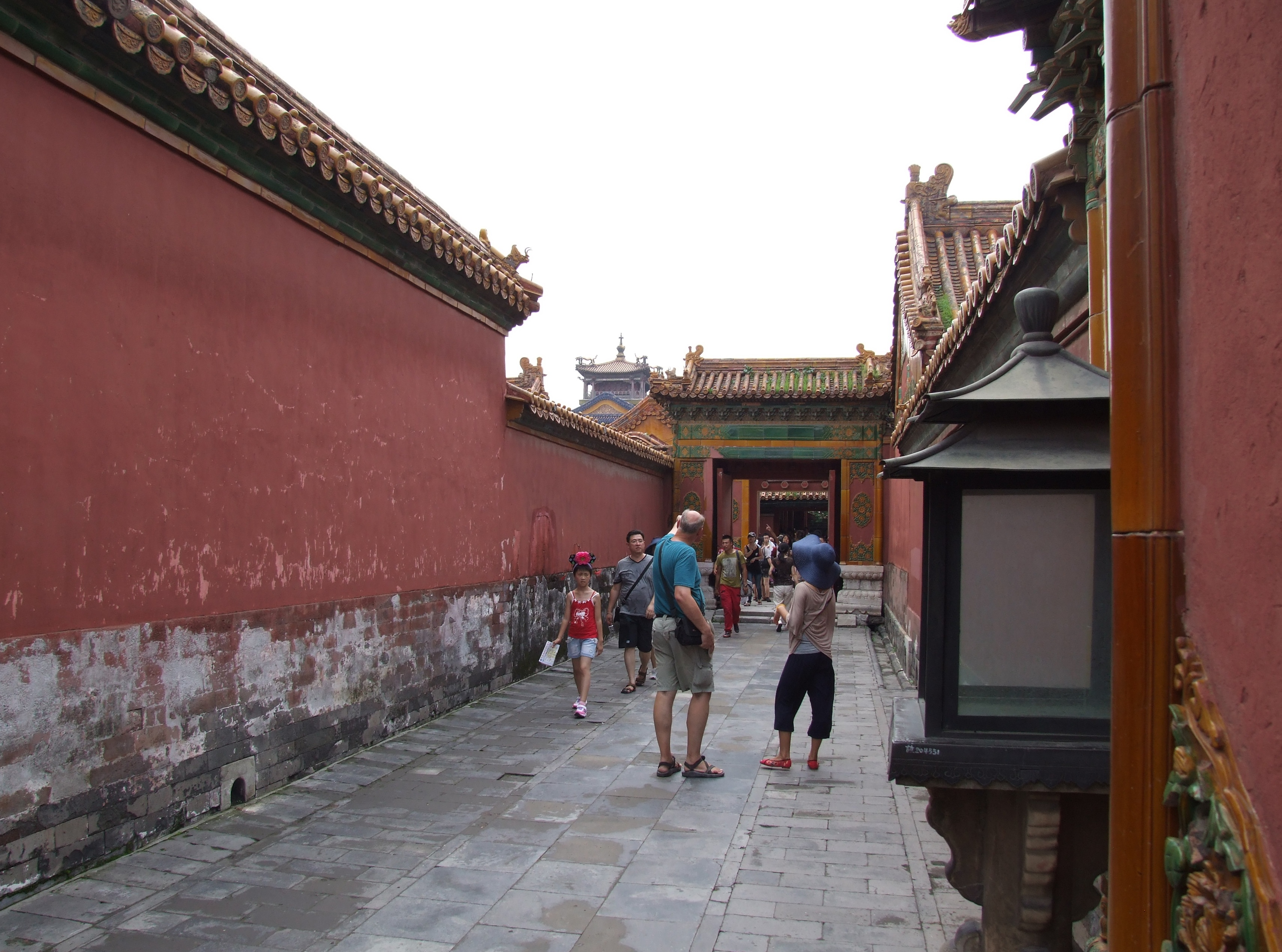
从翊坤门前向西望。图最右端为翊坤门，中间远处的门是崇禧门的内侧。

- 翊坤门：为翊坤宫的正门，坐北朝南。翊坤门内设有“光明盛昌”屏门，“光明盛昌”四字位于南侧。[1]
- 翊坤宫：为前院正殿，面阔五间，黄琉璃瓦歇山顶，前后出廊。檐下施有斗拱，梁枋绘有苏式彩画。门是万字锦底、五蝠捧寿裙板隔扇门，窗是步步锦支摘窗，饰有万字团寿纹。[1]前廊檐下懸掛“翊坤宮”陡匾，兩旁對聯為“寶瑟瑤琴蟠桃千歲果，琪花芝草溫樹四時春”。前廊内明間外的前檐下朝南懸掛“履祿綏厚”橫匾（慈禧太后題），兩旁對聯為“松牖樂春長既安且吉，蘭陔宜書永曰壽而康”。[3]明间正中设有地平宝座、屏风、香几、宫扇，正上方朝南悬挂“有容德大”匾（慈禧太后题）。明间东侧有花梨木透雕喜鹊登梅落地罩，将正间与东次间分隔开。明间西侧有花梨木透雕藤萝松缠枝落地罩，将正间与西次间分隔开。东次间与东梢间、西次间与西梢间分别用隔扇分隔。正殿前的台基下设有铜凤、铜鹤、铜炉各一对。溥仪作为逊帝时曾经在正殿前廊下安装秋千，如今秋千已拆除，秋千架仍在。[1]
  - 延洪殿（慶雲齋）：翊坤宫的东配殿，面阔三间，黄琉璃瓦硬山顶。[1]前檐下懸掛“慶雲齋”匾（慈禧太后题，上方正中钤“慈禧皇太后御笔之宝”印），兩側對聯為“彩雲寶樹瓊田繞，仙霞琪花碧澗香”（慈禧太后題）。[3]
  - 元和殿（道德堂）：翊坤宫的西配殿，面阔三间，黄琉璃瓦硬山顶。[1]前檐下懸掛“道德堂”匾（慈禧太后题，上方正中钤“慈禧皇太后御笔之宝”印），兩側對聯為“鳳閣曉霞紅散綺，龍池春水綠生波”。[3]
- 体和殿：为第二进院的正殿。清朝晚期连通储秀宫与翊坤宫之时，将翊坤宫的后殿改为穿堂殿，称“体和殿”。体和殿面阔五间，前后开门，后檐出廊，黄琉璃瓦硬山顶。[1]体和殿前廊檐下悬挂“翔鳳為林”匾，两侧柱上悬挂楹联“九有慶光華日月所照，三無昭怙冒天地同流”（慈禧太后题）。体和殿明间内的北檐下朝南悬挂“體一苞元”匾（慈禧太后题）。体和殿后廊内的檐下朝北悬挂“雲潤星輝”匾（慈禧太后题），后廊靠北侧的檐柱上朝北悬挂楹联“時行物生兩間宣道妙，日暄雨潤萬彙荷天功”。[3]
  - 平康室：体和殿前的东配殿。[1]前檐下懸掛“平康室”匾（慈禧太后题），兩側對聯為“錦鏽春明花富貴，琅玕書報竹平安”。[3]
  - 益寿斋：体和殿前的西配殿。[1]前檐下懸掛“益壽齋”匾，兩側對聯為“天杯獻壽齊南嶽，聖藻光輝動北辰”（慈禧太后题）。[3]
  - 水井：体和殿前院落南侧东、西各有水井一眼，其上原有的井亭已无存。[1]

## 居住者
- 明隆慶朝貴妃李氏。
- 明万历朝皇贵妃郑氏[4]：万历十年二月（1582年）册封为“淑嬪”，后来深得明神宗宠爱，逐渐升为皇贵妃，成为万历朝重要政治人物。明末三案梃擊案、紅丸案、移宮案，以及國本之爭、妖書案皆與她有關。
- 明崇祯朝贵妃袁氏[5]：崇禎十七年（1644年），李自成軍攻陷北京後直搗紫禁城，崇祯帝命周皇后與袁貴妃自盡。袁貴妃領命後，回宮懸樑自盡，但繩帶斷裂，袁貴妃墮地昏去，許久甦醒。崇祯帝見狀，便用劍砍傷其肩部。清朝順治帝入關後，賜居所贍養袁貴妃。
- 清康熙朝宜妃郭絡羅氏[6]：初赐号贵人，康熙十六年八月册为“宜嫔”，康熙二十年晋“宜妃”。
- 清雍正朝敦肃皇贵妃：初封贵妃，雍正三年十一月册为“皇贵妃”，雍正三年十一月二十三日薨。
- 清乾隆朝的繼皇后那拉氏，雍正十二年三月大选时被清世宗賜給弘曆當側福晉，同年十一月初八完婚。次年九月弘曆即位，封她為嫻妃。乾隆十年正月二十三日被封為嫻貴妃。乾隆十三年三月孝賢皇后富察氏死後，嫻貴妃被晉封為攝六宮事皇貴妃，暫行皇后職務，次年四月行摄六宫事皇贵妃册封礼，诏告天下。乾隆十五年六月十一，孝贤皇后27月丧期满，七月初十，诏封那拉氏为皇后，八月初二日行册立典礼。乾隆三十年因剪发失宠，囚禁于翊坤宫后殿。次年七月去世，葬于裕陵纯惠皇贵妃园寝。最迟于乾隆九年十二月居于翊坤宫，一直居于此地直到病逝。其子永璂、永璟未命名前都被称为翊坤宫阿哥。
- 清乾隆朝庆恭皇贵妃陆氏：最迟于乾隆三十二年搬入翊坤宫，乾隆三十九年病重时挪往畅春园西花园养病并于此去世。
- 清乾隆朝惇妃汪氏[6]：乾隆四十一年的檔案顯示，排列第五的翊坤宮他坦一處，僱工廚役五名。即翊坤宮有一位品階在貴人或以上的妃子居住，而嬪位或以上的妃子僅有七人，因此翊坤宮必有一位妃或嬪居住。 《添減底檔》亦顯示，惇妃僅次於舒妃、愉妃、穎妃和容妃，因此惇妃居排列第五的翊坤宮。
- 清乾隆朝和硕和恪公主长女：《宮中雜件》顯示翊坤宮格格下有 女子二名[7]，由於同住翊坤宮的固倫和孝公主已被提及，因此翊坤宮格格是指和碩和恪公主的長女[8]。目前記載中，居住在西六宮的格格僅有翊坤宮格格。 [9]直至乾隆五十一年，翊坤宮格格仍居翊坤宮，不久下嫁科爾沁卓哩克圖親王恭格喇布坦之子一等台吉琳沁多爾濟。 [10][11]
- 清乾隆朝固倫和孝公主：宮中檔案中稱之為翊坤宮公主，如乾隆四十一年正月初三日《翊坤宮公主周歲抓晬盤之喜用》。
- 清嘉庆朝安嫔苏完尼瓜尔佳氏[6]
- 清道光朝祥妃钮祜禄氏

## 事件
2013年5月4日上午，一名男子进入翊坤宫，随后徒手打碎翊坤宫正殿的窗户玻璃，一名故宫博物院工作人员随即控制住该男子，整个过程约持续15秒。在窗户玻璃被砸破时，窗户内条案上的清代铜镀金转花水法人打钟（18世纪英国制造，国家二级文物，编号“故183054”）被打落跌到殿内地板上而受损。事件发生后，玻璃窗随即被更换，不影响观众正常参观，受损的清代铜镀金转花水法人打钟则被送至文物库房接受受损评估。